# ريتشارد إرفينغ (لاعب كريكت)
ريتشارد إرفينغ (19 سبتمبر 1969 بكرايستشرش في نيوزيلندا - ) (بالإنجليزية: Richard Irving)‏ هو لاعب كريكت نيوزلندي.

## وصلات خارجية
- ريتشارد إرفينغ على موقع إي آس بي آن كريك إنفو (الإنجليزية)